# Bristol Tourer
Dimensions
Le Bristol Tourer est un biplan civil utilitaire britannique produit après la Première Guerre mondiale, en utilisant comme base le Bristol Fighter. Les Bristol Tourer sont livrés avec différents moteurs, en fonction de leur disponibilité et des souhaits des clients, notamment le Rolls-Royce Falcon (en), le Siddeley Puma, le Hispano-Suiza V8 et le Wolseley Viper (en). De nombreux Tourer sont équipés d'une verrière pour couvrir le ou les deux sièges passagers dans le cockpit arrière, ce qui donne au type son nom original de Coupé. Le cockpit du pilote reste toutefois ouvert
Les Bristol Tourers exploités par la West Australian Airways (en) effectuent les premiers services aériens réguliers en Australie, commençant le 4 décembre 1921 entre Perth et Geraldton.

## Variantes
- Type 27 : premiers Tourers pour le British Controller of Civil Aviation, équipés de moteurs Rolls-Royce Falcon et de double commandes (3 construits)
- Type 28 : similaire au Type 27 avec verrière pour les sièges arrière
- Type 29 : propulsé par un Siddeley Puma pour Bristol en tant que transport d'entreprise (2 construits)
- Type 45 « Scandinave Tourer » : similaire au Type 29 avec train d'atterrissage à ski
- Type 47 : version trois places avec cockpit arrière ouvert
- Type 48 : similaire au Type 47 mais construit comme un hydravion
- Type 81 « Puma Trainer » : similaire au Type 29 modifié en tant qu'avion d'entrainement (1 converti, 4 nouvellement construits)
- Type 81A : Similaire au Type 81 avec train d'atterrissage et empennage révisés pour l'armée grecque (6 construits)
- Type 86 « Grec Tourer » : similaire au Bristol Fighter original et pouvant être armé pour l'armée de l'air grecque (6 construits)
- Type 88 « Tourer Bulgare » : propulsé par un Wolseley Viper pour la poste bulgare, deux avions  sont livrés en avril 1924
- Type 88A « Tourer bulgare amélioré » : avec diverses modifications, trois avions livrés en 1926.

## Opérateurs
Australie
- West Australian Airways (en)

 Bulgarie
- Force aérienne bulgare
- Poste bulgare

 Chili
- Force aérienne chilienne

 Greece
- Force aérienne grecque